# Zöthen
Zöthen ist ein Ortsteil der Stadt Dornburg-Camburg.

## Geographie
Der von einem Gut geprägte Ort liegt etwa 2,5 km östlich von Camburg rechts der Saale auf dem zweiten Muschelkalkplateau mit Blick auf Camburg und das Saaletal. Das Land ist hauptsächlich mit fruchtbarem Löß überlagert. Deshalb ist Zöthen hauptsächlich von Feldern umgeben.

## Geschichte
Zöthen wurde am 16. Februar 1273 erstmals urkundlich erwähnt.
Das bislang älteste noch erhaltene Verzeichnis der Einwohner des Ortes geht auf das erste Drittel des 15. Jahrhunderts zurück. Zöthen gehörte zum wettinischen Amt Camburg, welches aufgrund mehrerer Teilungen im Lauf seines Bestehens unter der Hoheit verschiedener Ernestinischer Herzogtümer stand. 1826 kam der Ort als Teil der Exklave Camburg vom Herzogtum Sachsen-Gotha-Altenburg zum Herzogtum Sachsen-Meiningen. Von 1922 bis 1939 gehörte der Ort zur Kreisabteilung Camburg.
Am 1. Juli 1950 wurden die bis dahin eigenständigen Gemeinden Döbrichau, Posewitz und Wonnitz eingegliedert.
Am 1. April 1999 wurde Zöthen in die Stadt Camburg eingemeindet.

## Wirtschaft
Bekannt wurde Zöthen nicht nur durch die Erzeugung landwirtschaftlicher Produkte, sondern auch durch die Pferdezucht.
Vor dem Zweiten Weltkrieg züchteten die Besitzer das Thüringer Kaltblut. Nach dem Zweiten Weltkrieg wurde das Gut nach den Beschlüssen der Siegermächte Volksgut, das dann Hauptgestüt von Thüringen für Warmblutzucht wurde. Auch die Lehrlingsausbildung war ein Wirtschaftszweig.
Nach der Wende wurde das Gut an Nachkommen des ehemaligen Eigentümers rückübertragen. Der neue Besitzer spezialisierte sich auf Pensionspferdehaltung  und einen Pflanzenhof sowie auf die Führung eines Schullandheims.